# Sitting Ducks
Sitting Ducks (A Turma do Pato Bill no Brasil e A Cidade dos Patos ou Os Amigos do Bill em Portugal) é um desenho animado baseado na obra de Michael Bedard e produzido por The Krislin Company, Universal Studios, Big Bang Digital Studios, e Cartoon Network Studios.
No Brasil, o desenho estreou pelo Cartoon Network no dia 10 de março de 2002, onde era exibido nas tardes de domingo, às 13h30, e foi exibido no canal até meados de 2004, com o fim da era Powerhouse. Já na TV aberta, foi exibido na TV Globo em 2003, como uma das atrações do programa Xuxa no Mundo da Imaginação, ao lado de Cubix, O Urso na Casa Azul e Bob Esponja.
A história gira em torno da relação entre pássaros (na maioria patos, que vivem na Patolândia) e répteis (principalmente jacarés, que vivem em Pantanópolis). Bill, para espanto de seus amigos patos — Ollie, Tropeço, Eddie, Bevy e o dentista Cecil, além do corvo Raul e do pinguim Fred, faz amizade com um jacaré chamado Aldo. Bill sabe que patos são almoços favoritos de todos os jacarés, mas confia em Aldo, que tem um bom coração e é incapaz de comê-lo — mas tem que esconder esta amizade dos seus amigos e parentes.
Bill tem um papagaio de estimação chamado Jerry.

## Primeira temporada
| #  | Título em inglês                          | Título em português                            |
| -- | ----------------------------------------- | ---------------------------------------------- |
| 1  | Running Ducks/Duck Naked                  |                                                |
| 2  | Hic Hic Hooray/Ducks for Hire             |                                                |
| 3  | Peeking Duck/Fred's Meltdown              | Pato Enxerido/                                 |
| 4  | Mind Over Mallard/The Fly Who Loved Me    |                                                |
| 5  | Feeding Frenzy/Bev's Big Day              | Um Grande Dia de Bev                           |
| 6  | Born to Be Wild/Bill Hatches an Egg       |                                                |
| 7  | Hey... Bill's on the News/Got Milk        |                                                |
| 8  | License to Scoot/The Old Duck and the Sea | Carteira de Motorista/O Velho Pato e o Mar     |
| 9  | Pest of a Guest/Getting Away from It All  | Visita Indesejada/                             |
| 10 | Midnight Snack/The Visitor                | Lanche da Madrugada/                           |
| 11 | Ducks on Ice/Where's Aldo                 | Patos em Uma Fria/Onde Está o Aldo?            |
| 12 | Great White Hype/Waddle's Spud Bud        |                                                |
| 13 | Denture Adventure/All in a Day's Work     | A Aventura Dentária/Tudo Em Um Dia de Trabalho |

## Segunda temporada
| #  | Título em inglês                                      | Título em português                        |
| -- | ----------------------------------------------------- | ------------------------------------------ |
| 1  | Holding Pen 13/Daredevil Ducks                        | Hotel 5 Estrelas/Patos Ousados             |
| 2  | Aldo the Duck/Chasing Andy                            | Aldo, O Pato/Aonde Está o Andy?            |
| 3  | Feet of Fortune/Great Scooter Race                    | Os Pés Não Mentem/A Grande Corrida         |
| 4  | O Brother What Are Thou/Urban Legend                  | E Aí Meu Irmão, o que é Você?/Lenda Urbana |
| 5  | Fred's Fever/You're Grounded                          | A Febre de Fred/Sem Licença Para Voar      |
| 6  | Gator in the Mask/Lotta Gelata                        | O Máscara/Que Gelada!                      |
| 7  | Feather Island/King of the Bongos                     | Ilha do Tesouro/O Rei do Bongô             |
| 8  | Fred's Secret/Aldo's Uncle Artie                      | O Segredo de Fred/O Tio Artie              |
| 9  | Close Encounters of the Green Kind/Gonna Getcha Gator | Quase Sempre Amigo/Presos Injustamente     |
| 10 | Nothing but the Truth/Duck and Cover                  | Nada Além da Verdade/Salvador da Pátria    |
| 11 | Iced Duck/Duck Footed                                 | Neantherpato/Pé de Valsa                   |
| 12 | Free as a Bird/Fowl Weather Feathers                  | Livre Como um Pássaro/O Doador de Penas    |
| 13 | Duck Lover/Outback Quack                              | Amigo de Pato/Caçando Jacarés              |

## Elenco de dublagem
- Pato Bill: Manolo Rey (Milo - Atlantis: O Reino Perdido)
- amigos do Pato Bill: Jorge Lucas, Paulo Vignolo (Elliot - O Bicho Vai Pegar)
- Aldo: Paulo Flores (Darth Vader, 1a voz - Star Wars)/Luiz Feier Motta (Wolverine - X-Men: Evolution)
- Tropeço: Marcelo Sandryni (Fossa - Madagascar)
- Dr. Cecil: Luiz Carlos Persy (Dr. Tenma - Astro Boy)
- Raul: Júlio Chaves (Franco Colucci - Rebelde)
- policiais: Sarito Rodrigues (Mãe do Carl - Yin Yang Yo!), José Santa Cruz (Vírus - Corrector Yui)
- direção: Marlene Costa, Élcio Romar
- estúdio: Herbert Richers